# フリードリヒ・シュピーゲル
フリードリヒ・（フォン・）シュピーゲル（Friedrich (von) Spiegel、1820年7月11日 - 1905年12月15日）は、ドイツの東洋学者で、イラン研究者。とくにゾロアスター教文献の研究によって知られる。

## 略歴
シュピーゲルはバイエルン王国のキッツィンゲンに生まれ、1839年にエアランゲン大学に入学した。はじめ神学を学んだが、のちに東洋学に移って詩人でもあったフリードリヒ・リュッケルトについて学び、ペルシア語の詩とイランについて目を開かされた。
その後ライプツィヒ大学、ボン大学に移った。ボンではクリスチャン・ラッセンにパーリ語を学び、『カンマワーチャー』の校訂と最初の5章のラテン語訳を1841年に発表した。1842年にイェーナ大学を卒業し、コペンハーゲンのデンマーク王立図書館に蔵するラスムス・ラスクの収集したパーリ語写本を研究した。
コペンハーゲンでシュピーゲルはキール大学の東洋学者であるユストゥス・オルスハウゼンと知りあい、オルスハウゼンの勧めによってアヴェスター語やパフラヴィー語の文献を研究するようになった。ロンドン、オックスフォード、パリで写本を収集した後、帰国してしばらくミュンヘンに住んだ。
1849年にエアランゲン大学の東洋学の員外教授（1852年に正教授）に就任した。1891年に退官してミュンヘンに戻った（後任はヴィルヘルム・ガイガー）。

## 主な著書
シュピーゲルはパフラヴィー語、アヴェスター語（シュピーゲルは「古バクトリア語」と呼んだが、今でいうバクトリア語のことではない）の文法書を編纂した。
- Grammatik der Pârsisprache: Nebst Sprachproben. Leipzig: W. Engelmann. (1851)
- Grammatik der Huzvâresch-Sprache. Wien. (1856)
- Grammatik der altbaktrischen Sprache. Leipzig: W. Engelmann. (1867)

古代ペルシア楔形文字の研究も行った。
- Die altpersischen Keilinschriften. Leipzig: W. Engelmann. (1881) [1862]
- Vergleichende Grammatik der altérânischen Sprachen. Leipzig: W. Engelmann. (1882)

『アヴェスター』とその注釈の校訂と翻訳を行った。
- Avesta: die heiligen Schriften der Parsen. 1. Wien. (1853) 巻2(1858)
- Avesta, die heiligen Schriften der Parsen, aus dem Grundtexte übersetzt. Leipzig: W. Engelmann. (1852)（ドイツ語訳）巻2(1859) 巻3(1863)
- Commentar über das Avesta. Wien. (1864) 巻2(1868)

当時知られる限りの、イスラム化以前のイラン語派の言語資料を収集した。題名や体裁は師のラッセンの『Indische Alterthumskunde』に倣っている。
- Érânistische Alterthumskunde. Leipzig: W. Engelmann. (1871) 巻2(1873) 巻3(1878)

シュピーゲルはイランの文化についての概説書を書いた。
- Érân, das Land zwischen dem Indus und Tigris. Berlin. (1863)

また、インド・イラン語派がインドとイランに分裂する前の文化について記述した。
- Die arische Periode und ihre Zustände. Leipzig: W. Friedrich. (1887)